# Neichel
Neichel és un restaurant ubicat a Barcelona dirigit pel xef Jean-Louis Neichel a la cuina, conjuntament amb Evelyn Fuertes a la sala.
El restaurant 'Neichel', situat al número 1 del carrer de Beltrán i Rózpide, al barri de Pedralbes de Barcelona, va estar actiu des de la seva creació l'any 1981, fins al moment en què la crisi econòmica i la jubilació del seu creador obligaren a tancar les portes. Va ser l'únic restaurant barceloní present a la guia Relais Château Gourmand i durant la seva trajectòria va aconseguir dues estrelles Michelín. El 1981 l'establiment va guanyar el premi FAD d'interiorisme. La cuina del Neichel fou una cuina d’autor, molt creativa, però sempre amb el producte com a gran protagonista.